# عمر بخيت
عمر محمد بخيت أحمد (24 نوفمبر 1984 - ) لاعب كرة قدم سوداني دولي سابق.
لعب لعدة أندية سودانية أبرزها الهلال حيث قضى فيه 13 عاماً محققاً لقبي الدوري والكأس عدة مرات، ثم تنقل إلى أندية أخرى آخرها حي الوداي نيالا.
يعمل حالياً مدرباً لكوبر الناشط في الدوري السوداني الممتاز.

## الإنجازات

### مع الهلال
- الدوري السوداني الممتاز (9): 2003، 2004، 2005، 2006، 2007، 2009، 2010، 2012، 2014.
- كأس السودان (4): 2002، 2004، 2009، 2011.

### مع المريخ
- الدوري السوداني الممتاز (1): 2015.
- كأس السودان (1): 2015.

### مع أهلي شندي
- كأس السودان (1): 2017.

### مع منتخب السودان
- كأس سيكافا (1): 2006.

## وصلات خارجية
- عمر بخيت على موقع National Football Teams